# 訃報 1971年8月
訃報 1971年8月（ふほう 1971ねん8がつ）では、1971年（昭和46年）8月中に物故した、又は物故が報じられた人物についてまとめる。

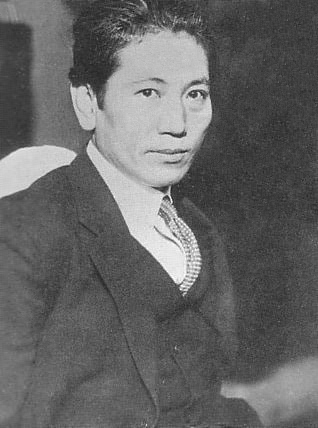
徳川夢声 / 8月1日没

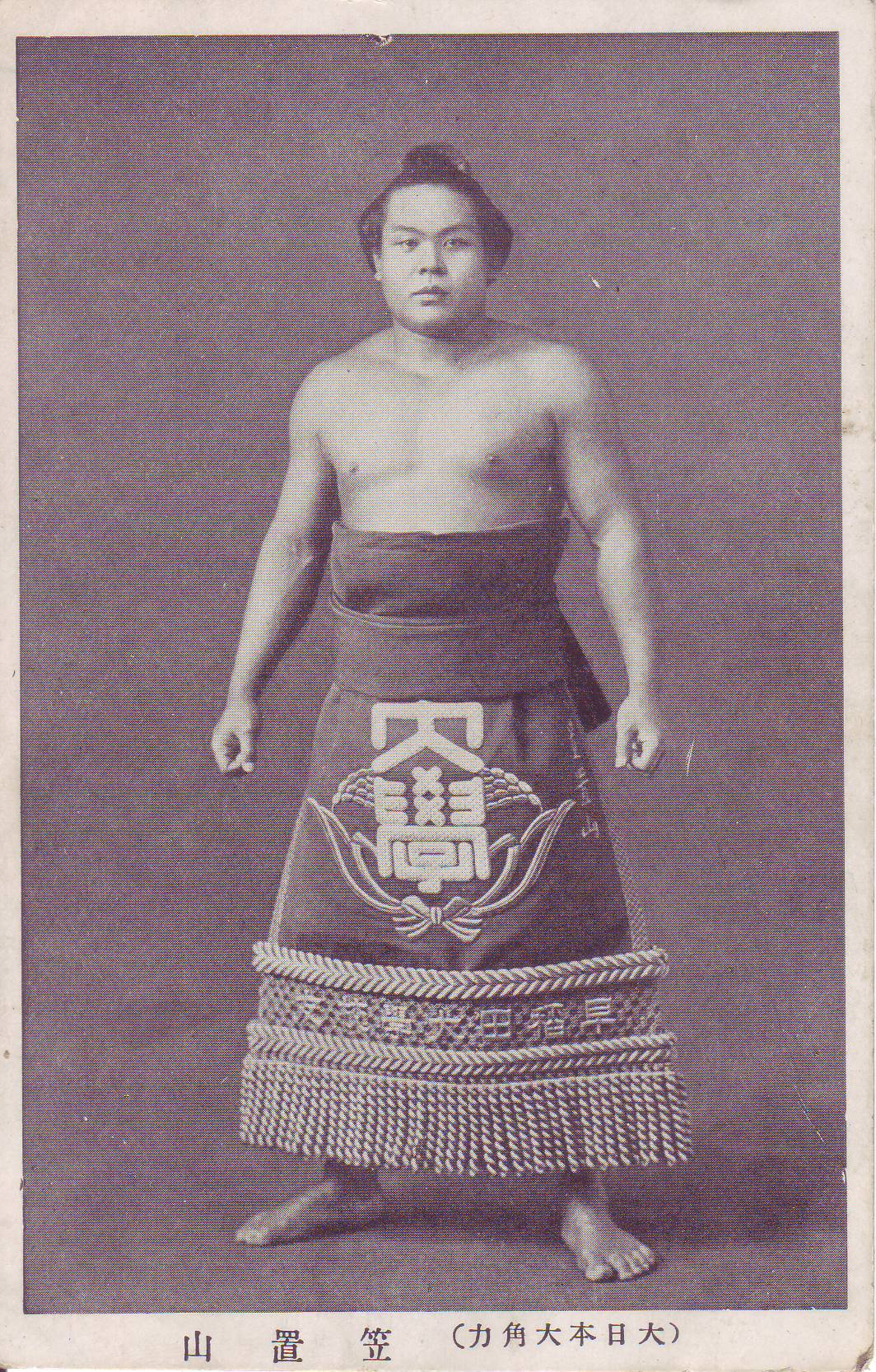
笠置山勝一 / 8月11日没

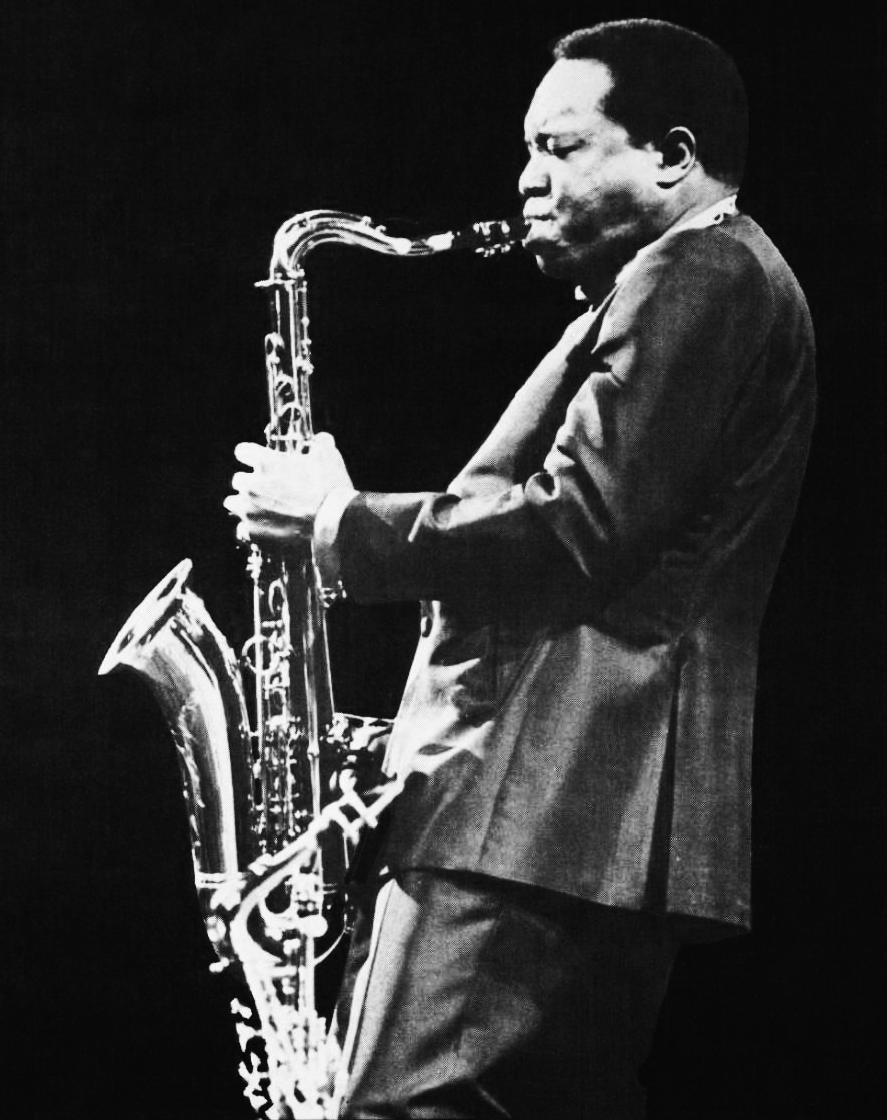
キング・カーティス / 8月13日没

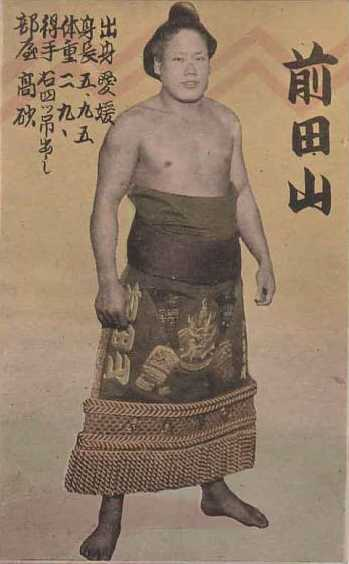
前田山英五郎 / 8月17日没

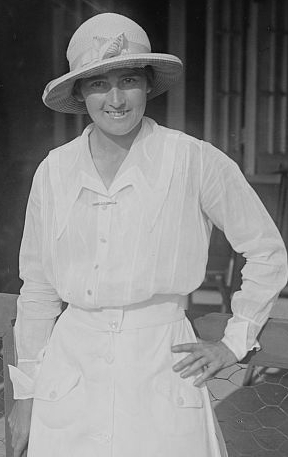
メアリー・ブラウン / 8月19日没

## （1日 - 15日）
- 8月1日 - 徳川夢声、タレント・講談師（* 1894年）
- 8月2日 - 王造時、政治学者・歴史学者（* 1903年）
- 8月4日 - 陸奥明、作曲家（* 1895年）
- 8月4日 - 東勇作、バレエダンサー（* 1910年）
- 8月4日 - 黒田忠次郎、詩人・俳人（* 1893年）
- 8月6日 - ジェニソン・ヒートン、ボブスレー選手（*1904年）
- 8月6日 - ファウスト・クレヴァ、オペラ指揮者（* 1902年）
- 8月8日 - 畑山四男美、内務官僚・政治家・弁護士（* 1884年）
- 8月8日 - 常盤盛衛、海軍軍人（* 1881年）
- 8月8日 - 羽生雅則、内務官僚（* 1889年）
- 8月9日 - 佐々井信太郎、教育者・二宮尊徳研究家（* 1874年）
- 8月9日 - 野老誠、教育者・政治家（* 1904年）
- 8月9日 - 上野喜左衛門 (5代)、政治家・実業家（* 1901年）
- 8月9日 - 志村茂治、政治家・経済学者（* 1898年）
- 8月10日 - 野坂龍、社会運動家（* 1896年）
- 8月10日 - 上林山栄吉、政治家（* 1904年）
- 8月10日 - 朝倉毎人、実業家・政治家（* 1882年）
- 8月11日 - 野淵三治、実業家（* 1901年）
- 8月11日 - 笠置山勝一、大相撲力士（* 1911年）
- 8月11日 - 川村善八郎、漁業経営者・政治家（* 1892年）
- 8月11日 - ジョン・バートン・クレランド、博物学者（* 1878年）
- 8月13日 - キング・カーティス、ミュージシャン（* 1934年）
- 8月13日 - ジャン・ダバン、法学者（* 1889年）
- 8月13日 - ヘレン・M・ダンカン、地質学者・古生物学者（* 1910年）
- 8月15日 - ポール・ルーカス、俳優（* 1891年）
- 8月15日 - 堀内民一、文学博士・元名城大学名誉教授（* 1912年）

## （16日 - 31日）
- 8月17日 - 前田山英五郎、元大相撲力士【第39代横綱】（* 1914年）
- 8月17日 - 大川博、実業家、東映社長（* 1896年）
- 8月19日 - メアリー・ブラウン、テニス選手（* 1891年）
- 8月21日 - 渡辺要、建築学者（* 1902年）
- 8月21日 - 松村謙三、政治家（* 1883年）
- 8月23日 - 秋山六郎兵衛、ドイツ文学者（* 1900年）
- 8月24日 - ウォーレス・ジョン・エッカート、天文学者（* 1902年）
- 8月25日 - 上野次郎男、経営者（* 1905年）
- 8月27日 - マーガレット・バーク＝ホワイト、戦場カメラマン（* 1906年）
- 8月27日 - ジョルジュ・カネッティ、医師・結核の研究者（* 1911年）
- 8月27日 - ジャンニーノ・カスティリョーニ、彫刻家（* 1884年）
- 8月27日 - ベネット・サーフ、出版者（* 1898年）
- 8月28日 - ジェフリー・ローレンス、法律家・貴族（* 1880年）
- 8月29日 - 鈴木一平、実業家（* 1887年）
- 8月30日 - ルイ・アルマン、技術者（* 1905年）
- 日付不明 - 石橋うめ、石橋湛山の妻（* 1888年）